# Јерен
Јерен (кин: 野人) је легендарно створење за које се каже да је још увек неоткривена врста хоминида. Наводно живи у удаљеним планинским шумским подручима провинције Хубеј у Кини.
Сведоци говоре како је створење покривено црвенкастом длаком. Постоје сведоци који кажу да има белу длаку. Процењује се да је висок 6-8 метара, али неки тврде да је виши од 10 метара. Као и амерички Бигфут, Јерен је наводно мирно и тихо створење које побегне када види људе.